# Volumenform
Eine Volumenform ist ein mathematisches Objekt, welches zur Integration über Raumbereiche benötigt wird, insbesondere bei der Verwendung spezieller Koordinatensysteme, also ein Spezialfall eines Volumens.
In der Physik und im Ingenieurwesen sind auch Bezeichnungen wie infinitesimales Volumenelement oder Maßfaktor gebräuchlich.

## Berechnung in 3 Dimensionen
Das Volumenelement in drei Dimensionen lässt sich nach dem Transformationssatz mit Hilfe der Funktionaldeterminante {\displaystyle \det J} berechnen. Die Jacobi-Matrix für die Transformation von den Koordinaten {\displaystyle \{x_{1},x_{2},x_{3}\}} zu {\displaystyle \{x'_{1},x'_{2},x'_{3}\}} ist hierbei definiert durch
{\displaystyle J={\frac {\partial (x_{1},x_{2},x_{3})}{\partial (x'_{1},x'_{2},x'_{3})}}.}
Das Volumenelement ist dann gegeben durch
{\displaystyle \mathrm {d} V'=|\det J|\,\mathrm {d} x'_{1}\,\mathrm {d} x'_{2}\,\mathrm {d} x'_{3}.}
Der Betrag der Funktionaldeterminante lässt sich anschaulich deuten als Spatprodukt der (lokalen) Basisvektoren. Diese Basisvektoren sind Tangentenvektoren an die Koordinatenlinien und werden aus der Koordinatentransformation durch partielle Ableitung nach den neuen Koordinaten berechnet. Somit bilden die Komponenten eines Basisvektors jeweils eine Spalte der Funktionaldeterminante. Siehe: Herleitung des Volumenelementes für Kugelkoordinaten.

## Beispiele in 3 Dimensionen
- Kartesische Koordinaten: {\displaystyle \mathrm {d} V=\mathrm {d} x\cdot \ \mathrm {d} y\cdot \ \mathrm {d} z}
- Zylinderkoordinaten: {\displaystyle \mathrm {d} V=\rho \cdot \ \mathrm {d} \rho \cdot \ \mathrm {d} \varphi \cdot \ \mathrm {d} z}
- Kugelkoordinaten: {\displaystyle \mathrm {d} V=\ r^{2}\cdot \sin \theta \cdot \ \mathrm {d} r\cdot \ \mathrm {d} \theta \cdot \ \mathrm {d} \varphi }

## Mathematische Definition
Aus mathematischer Sicht ist eine Volumenform auf einer {\displaystyle n}-dimensionalen Mannigfaltigkeit eine nirgends verschwindende Differentialform vom Grad {\displaystyle n}. Im Fall einer orientierten riemannschen Mannigfaltigkeit ergibt sich eine kanonische Volumenform aus der verwendeten Metrik, die den Wert 1 auf einer positiv orientierten Orthonormalbasis annimmt. Diese wird Riemann’sche Volumenform genannt.

## Integration mit Volumenformen
Ist {\displaystyle \omega } eine Volumenform auf einer Mannigfaltigkeit {\displaystyle M} und {\displaystyle f} eine integrierbare Funktion, so ist das Integral
{\displaystyle \int _{M}f\cdot \omega }
über lokale Karten wie folgt definiert: Es seien {\displaystyle x_{1},\ldots ,x_{n}} lokale Koordinaten, so dass
{\displaystyle {\frac {\partial }{\partial x_{1}}},\ldots ,{\frac {\partial }{\partial x_{n}}}}
positiv orientiert ist. Dann kann man {\displaystyle f\cdot \omega } im Kartengebiet als
{\displaystyle g\cdot \mathrm {d} x_{1}\wedge \ldots \wedge \mathrm {d} x_{n}}
schreiben; das Integral ist dann das gewöhnliche Lebesgue-Integral von {\displaystyle g}. Für das Integral über ganz {\displaystyle M} kann eine Partition der Eins oder eine Zerlegung der Mannigfaltigkeit in disjunkte messbare Teilmengen verwendet werden. Aus dem Transformationssatz ergibt sich, dass diese Definition kartenunabhängig ist.